# Juan Paz
Juan Carlos Paz (30 stycznia 1945) – piłkarz urugwajski, pomocnik.
Jako piłkarz klubu Racing Montevideo wziął udział w turnieju Copa América 1967, gdzie Urugwaj zdobył tytuł mistrza Ameryki Południowej. Paz zagrał w dwóch meczach – z Paragwajem (w 73 minucie wszedł za Elgara Baezę) i Argentyną.